# Siôn Alun Davies
Siôn Alun Davies, född i juli 1990 i Cardiff, är en brittisk skådespelare.
Davies har bland annat medverkat i TV-serierna Seriemördaren i Wales och Hidden.

## Filmografi (i urval)
- 2018–2021 – Hidden (TV-serie)
- 2023 – Seriemördaren i Wales (TV-serie)